# Silver Rocket
Silver Rocket – projekt muzyczny multiinstrumentalisty i producenta Mariusza Szypury znanego z m.in. zespołów: Blimp i Happy Pills. Projekt został powołany do życia w 2001 roku.

## Debiutancki album "Electronics For Dogs" (2002)
W 2002 roku Silver Rocket wydał swój debiutancki album zatytułowany "Electronics For Dogs," który został nagrany dla wytwórni Ampersand Records. Album ten przyciągnął uwagę mediów i środowiska muzycznego, zbierając entuzjastyczne recenzje.
"Electronics For Dogs" jest albumem muzycznym, który odzwierciedlał wiele istotnych zmian w krajobrazie muzycznym na początku nowego wieku. Na płycie można usłyszeć nawiązania do brytyjskiej muzyki gitarowej, w tym takich artystów jak My Bloody Valentine czy Radiohead. Dodatkowo, album obfituje w piękne harmonie, które przypominają dokonania The Beatles. Jednak równocześnie obok gitar, można znaleźć także nowoczesne elementy elektroniczne, które przypominają twórczość artystów takich jak Tarwater czy Tortoise.
Album spotkał się z pozytywnymi recenzjami prasowymi, a także zdobyło uznanie słuchaczy. W plebiscycie popularnej audycji radiowej "Trójkowy Ekspres" prowadzonej przez Pawła Kostrzewę, album Silver Rocket został uznany za jeden z najważniejszych debiutów muzycznych roku 2002 w Polsce. Ponadto, utwór "Not Ok. 3000", który został zaśpiewany przez Agę Morawską z zespołu Happy Pills, zdobył wyróżnienie w kategorii "Piosenka Roku". Ten wyjątkowy okres w historii Silver Rocket został uwieńczony serią udanych koncertów podczas trasy koncertowej islandzkiego zespołu Múm.

## "Astronaut’s Diary" (2003)
Rok później, w 2003 roku, zespół wydał EP-kę o nazwie "Astronaut’s Diary," która kontynuowała sukces debiutanckiego albumu i przyczyniła się do wzrostu popularności Silver Rocket.
Pod względem stylu, album kontynuuje wielobarwną i surrealistyczną podróż muzyczną rozpoczętą na poprzednim krążku, "Electronics for Dogs". Jednakże, wydaje się, że na tym albumie Rakieta eksploruje obszary onirycznego wszechświata, gdzie hałaśliwe dźwięki życia codziennego przybierają formę ledwo słyszalnych echa i rozplatają się w mistyczną psychodeliczną mieszankę przyjemnych smyków, uroczych i kapryśnych dźwięków klawiszowych oraz łagodnych rytmów.

## Album "Unhappy Songs" (2006)
Kolejnym krokiem w dorobku Silver Rocket był album "Unhappy Songs," który ukazał się w 2006 roku pod skrzydłami Jazzboy Records. W tworzenie tego albumu zaangażowała się czołówka polskiej sceny muzycznej, a także artyści międzynarodowi.
"Unhappy Songs" składa się z 11 utworów, które zawierają elementy zarówno brytyjskiej muzyki gitarowej, jak i nowoczesnej, wysmakowanej elektroniki. Album ten prezentuje eklektyczny zestaw cech charakterystycznych dla współczesnej muzyki alternatywnej. Na albumie gościnnie pojawiają się znani artyści, w tym Kasia Nosowska, Ania Dąbrowska, Artur Rojek, zespół Old Time Radio, Tomek Makowiecki oraz Katarzyna Kozak, znana z zespołu Dr. No. Cały album został promowany przez utwór "Nothing Is Forever", w którym udział wzięli wszyscy wymienieni artyści, biorący udział w projekcie.

## "Tesla" (2008)[1]
W 2008 roku Silver Rocket wydał concept album zatytułowany "Tesla," który był zainspirowany życiem Nikoli Tesli. Ten album przesunął zespół na nowe muzyczne terytoria, eksperymentując z brzmieniem i wprowadzając inspiracje muzyką świata.
W projekcie muzycznym stworzonym przez Mariusza Szypurę, pełnił on rolę kompozytora, autora tekstów i instrumentalisty. Do współpracy zaprosił różnych artystów, takich jak Tomek Makowiecki, Ania Dąbrowska, Monika Brodka oraz Marsija z zespołu Locostar.
Piosenki zawarte na tym albumie łączą elementy psychodelicznego retro popu. Ciepłe brzmienia płynące z głośników mają za zadanie zachwycić wrażliwych słuchaczy- na albumie znajdują się zarówno przeboje, jak i znane ze świata filmowego melodie. Niektóre z wyróżniających się utworów to żywiołowe "Niagara Falls," miłosny duet "If," oraz cover piosenki Davida Bowie - "Space Oddity."
Album "Tesla" jest bogaty zarówno brzmieniowo, jak i w treść. Okładka albumu jest nawiązaniem do stylistyki art deco, charakterystycznej dla przełomu XIX i XX wieku, okresu życia i pracy Nikola Tesli. Na albumie znalazły się również nietuzinkowe instrumenty, takie jak theremin, flety, trąby i skrzypce, które zostały przepuszczone przez stare, lampowe, analogowe urządzenia z lat 60. XX wieku, lub całkowicie przetworzone komputerowo, co nadaje albumowi bogate brzmienia, pełne różnorodnych barw, tworząc psychodeliczno-przebojową mieszankę.

## Album "Infinity Fidelity" (2024)[1]
Najnowszym dziełem Silver Rocket jest album "Infinity Fidelity". 
W obrębie albumu "Infinity Fidelity," Mariusz Szypura stworzył swoje unikalne, równoległe uniwersum, w którym ludzie i maszyny współistnieją, co wpisuje się w aktualną dyskusję na temat sztucznej inteligencji we współczesnym świecie. Album ten składa się z dwóch płyt, które można odtwarzać jednocześnie, aby wzmocnić efekt interakcji między człowiekiem a maszyną. To niezwykłe doświadczenie, w którym teraźniejszość, przyszłość i przeszłość splatają się, a świat ludzi łączy się z universum robotów i sztucznej inteligencji. W wersji kompaktowej i winylowej obie płyty można także słuchać osobno, tworząc kontrastowe odbicia obu światów.
Pierwsza płyta to instrumentalna muzyka Silver Rocket, pełna emocji i energetyczna, często przypominająca ścieżkę dźwiękową do filmu. Druga część albumu to cyfrowa, zdehumanizowana odbitka pierwszej płyty, pełna ambientowych plam, dronów i chłodu sztucznej inteligencji stworzonej przez maszyny. Album "Infinity Fidelity" stanowi podsumowanie dwóch dekad nieoczywistej ścieżki twórczej Silver Rocket i stanowi intrygujący soundtrack do przyszłości.
Dualistyczną wizję "Infinity Fidelity" dopełnia autorska koncepcja projektu graficznego oraz oznaczeń na wydawnictwie. Te elementy tworzą iluzję ruchu, koegzystencji dwóch bardzo różnych rzeczywistości, które stopniowo się przenikają. Tytuły utworów na albumie przewidują, w sposób apokaliptyczny, naszą przyszłość.
Pod względem stylu muzycznego, "Infinity Fidelity" trudno jednoznacznie zaklasyfikować. Album łączy piękne, chwytliwe melodie w skomplikowanych harmoniach, przypominając przy tym różnorodne inspiracje, od Morricone i Strawińskiego, przez klasyków elektroniki jak Kraftwerk (w coverze "The Robots"), aż po eksperymentalny dekonstrukcjonizm, który oscyluje między My Bloody Valentine a Philipem Glassem. Wszystkie kompozycje, aranżacje, produkcja oraz nagrania instrumentów są autorstwa Mariusza Szypury.

## Dyskografia[1]
Albumy studyjne
| Tytuł                  | Dane dot. albumu                                                 |
| ---------------------- | ---------------------------------------------------------------- |
| Infinity Fidelity      | - Data: 2024 - Wydawca: Black Element/ Warner Music              |
| Steamburg OST          | - Data: 2017 - Wydawca: Telehorse - sountdrack gry               |
| Steampunker OST        | - Data: 2015 - Wydawca: Telehorse - soundtrack gry               |
| Supermarket OST        | - Data: 2013 - Wydawca: Revolution 9/Sony BMG - soundtrack filmu |
| Tesla                  | - Data: 15 września 2008 - Wydawca: Revolution 9/Sony BMG        |
| Unhappy Songs          | - Data: 30 stycznia 2006 - Wydawca: Jazzboy Records/Sony BMG     |
| Astronaut's Diary (EP) | - Data: 2003 - Wydawca: Ampersand                                |
| Electronics For Dogs   | - Data: 2002 - Wydawca: Ampersand                                |

Single
| „Nothing Is Forever” (gościnnie: Ania Dąbrowska, Karolina Kozak, Katarzyna Nosowska, Artur Rojek, Marsija) | 2006 | —  | Unhappy Songs |
| „Niagara Falls” (gościnnie: Monika Brodka)                                                                 | 2008 | 37 | Tesla         |
| „—” singel nie był notowany.                                                                               |      |    |               |